# Casandria grandis
Casandria grandis är en fjärilsart som beskrevs av William Schaus 1894. Casandria grandis ingår i släktet Casandria och familjen nattflyn. Inga underarter finns listade i Catalogue of Life.